# Scionomia brunnea
Scionomia brunnea är en fjärilsart som beskrevs av Alfred Ernest Wileman 1910. Scionomia brunnea ingår i släktet Scionomia och familjen mätare. Inga underarter finns listade.